# Philippe Duquesne
Pour les articles homonymes, voir Duquesne.
Philippe Duquesne, né le 13 juillet 1965 à Béthune (Pas-de-Calais), est un acteur français.
Il est connu notamment pour son rôle dans la série télévisée française Les Deschiens créée par Jérôme Deschamps et Macha Makeïeff et diffusée à partir de 1993 sur Canal+ ainsi que pour son rôle de postier dans Bienvenue chez les Ch'tis.

## Biographie
De 1993 à 2002, Philippe Duquesne est membre de l'équipe des Deschiens. Dans la série diffusée sur Canal+, il joue les rôles de Monsieur Duquesne ou de Madame Duquesne.
Il joue également de petits rôles dans Élisa, Les Apprentis ou J'ai horreur de l'amour. Il rencontre Jean-Marc Barr qui le choisit pour deux de ses films, Lovers et Being Light.
En 2004, après l'arrêt de la série sur Canal+, Yolande Moreau, sa complice des Deschiens, l'engage dans son film Quand la mer monte…, qui se déroule dans le Nord.
À partir de 2005, il devient un des acteurs fétiche d'Albert Dupontel, pour lequel il joue à 5 reprises : dans Enfermés dehors (jouant "l'indien"), Le Vilain (jouant un peintre), 9 mois ferme (jouant le médecin légiste "Dr Toulate"), Au revoir là-haut (jouant un gendarme à la gare) et Second Tour (jouant un hacker).
En 2008, il joue dans Bienvenue chez les Ch'tis, une comédie se déroulant dans la région Nord-Pas de Calais.
Depuis 2014, il apparaît régulièrement dans les films de la Bande à Fifi (Babysitting, Alibi.com, Épouse-moi mon pote, 30 Jours max, Alibi.com 2).
En 2020, il interprète le rôle du député européen Michel Specklin, l'un des personnages principaux de la série télévisée Parlement sur france.tv, créée par Noé Debré.

## Filmographie

### Cinéma

#### Longs métrages

##### Années 1990
- 1991 : Le Coup suprême de Jean-Pierre Sentier
- 1992 : Une journée chez ma mère de Dominique Cheminal : L'ambulancier
- 1993 : Aux petits bonheurs de Michel Deville : Propriétaire de la 205
- 1994 : Tombés du ciel de Philippe Lioret : CRS
- 1994 : Élisa de Jean Becker : Propriétaire PMU
- 1994 : … à la campagne de Manuel Poirier
- 1994 : La Vengeance d'une blonde de Jeannot Szwarc
- 1995 : Les Apprentis de Pierre Salvadori : Le jeune papa
- 1995 : Le Silence de Rak de Christophe Loizillon
- 1996 : Sélect Hôtel de Laurent Bouhnik
- 1996 : J'ai horreur de l'amour de Laurence Ferreira Barbosa : L'inspecteur
- 1996 : Ouvrez le chien de Pierre Dugowson
- 1997 : Folle d'elle de Jérôme Cornuau : Victor
- 1998 : Le Bleu des villes de Stéphane Brizé : Jean-Paul
- 1999 : Lovers de Jean-Marc Barr : Le client
- 1999 : Sade de Benoît Jacquot : Coignard

##### Années 2000
- 2000 : Being Light de Jean-Marc Barr et Pascal Arnold : M. Lamartinier
- 2001 : Ah ! si j'étais riche de Michel Munz et Gérard Bitton : Bergeron
- 2001 : La Vérité sur Charlie (The truth about Charlie) de Jonathan Demme : Le cuisinier
- 2003 : Livraison à domicile de Bruno Delahaye : André
- 2003 : Ordo de Laurence Ferreira Barbosa : Mario
- 2003 : Un long dimanche de fiançailles de Jean-Pierre Jeunet : Favart
- 2003 : Quand la mer monte... de Gilles Porte et Yolande Moreau : Patron du café
- 2004 : Quartier VIP de Laurent Firode : Directeur de la prison
- 2005 : Les Brigades du Tigre de Jérôme Cornuau : Casimir Cagne
- 2005 : Enfermés dehors d'Albert Dupontel : L'indien
- 2005 : Poltergay d'Éric Lavaine : Michel
- 2007 : 15 ans et demi de Thomas Sorriaux et François Desagnat : Jean-Louis
- 2008 : Par suite d'un arrêt de travail... de Frédéric Andréi : Pierrot
- 2008 : Bienvenue chez les Ch'tis de Dany Boon : Fabrice Canoli
- 2009 : Rose et Noir de Gérard Jugnot : L'inquisiteur
- 2009 : La Grande Vie d'Emmanuel Salinger : Jean-Bernard
- 2009 : Le Vilain d'Albert Dupontel : Le peintre

##### Années 2010
- 2010 : Gainsbourg (vie héroïque) de Joann Sfar : Lucky Sarcelles
- 2010 : Je vous aime très beaucoup de Philippe Locquet : Le lieutenant de gendarmerie
- 2010 : La Tête ailleurs de Frédéric Pelle : Dr. Christophilos
- 2011 : Qui a envie d'être aimé ? de Anne Giafferi : Le prêtre
- 2011 : Les Femmes du 6e étage de Philippe Le Guay : Gérard
- 2012 : Chroniques sexuelles d'une famille d'aujourd'hui de Jean-Marc Barr et Pascal Arnold : Le directeur du lycée
- 2012 : Par amour de Laurent Firode : Alain
- 2013 : Turf de Fabien Onteniente : Fifi
- 2013 : Blanche-Nuit de Fabrice Sebille : Le lieutenant Gégé
- 2013 : Henri de Yolande Moreau : Jean-Lou
- 2013 : 9 Mois ferme d'Albert Dupontel : Dr. Toulate
- 2014 : Babysitting de Philippe Lacheau : Agent Caillaud
- 2014 : Situation amoureuse : C'est compliqué de Manu Payet et Rodolphe Lauga : Armand
- 2014 : Calomnies de Jean-Pierre Mocky : David
- 2014 : Chic ! de Jérôme Cornuau : Jean-Guy
- 2015 : Un peu, beaucoup, aveuglément de Clovis Cornillac : Artus
- 2016 : Paradis d'Andreï Kontchalovski : Zhyul
- 2016 : Jamais contente d'Émilie Deleuze : Laurent
- 2016 : La Folle Histoire de Max et Léon de Jonathan Barré : le cheminot
- 2017 : Alibi.com de Philippe Lacheau : Maurice
- 2017 : Grand Froid de Gérard Pautonnier : le frère du mort
- 2017 : Épouse-moi mon pote de Tarek Boudali : Dussart
- 2017 : Au revoir là-haut d'Albert Dupontel : le gendarme
- 2017 : Votez pour moi de Jean-Pierre Mocky : Boutriquet
- 2018 : Normandie nue de Philippe Le Guay : Férol
- 2018 : Au poste ! de Quentin Dupieux : Champonin
- 2018 : Roulez jeunesse de Julien Guetta : Léo
- 2019 : Roubaix, une lumière d'Arnaud Desplechin : Dos Santos

##### Années 2020
- 2020 : Le Lion de Ludovic Colbeau-Justin : l'homme de l'aérodrome
- 2020 : 30 Jours max de Tarek Boudali : le médecin
- 2020 : La Pièce rapportée de Antonin Peretjatko : Dalac
- 2021 : Le Petit Piaf de Gérard Jugnot : Hubert
- 2022 : L'Homme parfait de Xavier Durringer : Pat
- 2022 : Le Principal de Chad Chenouga : Georges
- 2022 : Pour l'honneur de Philippe Guillard : le président du club de Tourtour
- 2023 : Alibi.com 2 de Philippe Lacheau : Maurice
- 2023 : Veuillez nous excuser pour la gêne occasionnée d'Olivier Van Hoofstadt : Patrick
- 2023 : Second Tour d'Albert Dupontel : le hacker
- 2023 : La Fiancée du poète de Yolande Moreau : Maurice, le collectionneur
- 2025 : De mauvaise foi d'Albéric Saint-Martin : Edmond

#### Courts métrages
- 1997 : Marée haute de Caroline Champetier
- 1999 : Photo de famille de Xavier Barthélémy
- 2001 : Moulins à paroles de Pascal Rémy
- 2004 : Passage(s) de Colas Rifkiss et Mathias Rifkiss
- 2007 : Mon homme de Ranzi Ben Slimane
- 2012 : Les chiens verts de Colas Rifkiss et Mathias Rifkiss
- 2014 : Faites-moi une offre de Jean-Pierre Mocky
- 2014 : Le Rustre et le Juge de Jean-Pierre Mocky

### Télévision
- 1993 : Les Deschiens (série télévisée)
- 1995 : François Kléber (épisode La mémoire vive) : M. Corentin
- 2002 : Avocats et Associés (épisode Petit coup de blues) : Maurice Malachon
- 2002 : Maigret (épisode Maigret à l'école) : Louis Paumelle
- 2003 : Motus de Laurence Ferreira Barbosa : Le psychiatre
- 2003 : Clémence de Pascal Chaumeil : Joubert
- 2005 : Vénus et Apollon (épisode Soin conjugal)
- 2007 : Maman est folle de Jean-Pierre Améris : Bernard
- 2007 : Nos familles de Siegrid Alnoy : Paul
- 2008 : Central Nuit (épisode Liaisons dangereuses) : Monsieur Vergnolles
- 2009 : Suite noire (épisode Vitrage à la corde) : Le voisin
- 2009 : La mort n'oublie personne de Laurent Heynemann : M. Tourbier
- 2010 : Big Jim de Christian Merret-Palmair : Bernard
- 2010 : Profilage (épisode Tu m'aimeras) : Michel Rivière
- 2011 : La Très Excellente et Divertissante Histoire de François Rabelais d'Hervé Baslé : Frère Souillard
- 2011 - 2022 : Scènes de ménages : Jean-Pierre, l'ami de José
- 2012 : Trafics (série) de Olivier Barma : Milan Koudelka
- 2013 : Cherif (épisode Diagnostic : meurtre) : le père d'Anaïs
- 2013 : Boulevard du Palais (épisode Une vie au placard) : Alexandre/Stéphane
- 2014 : Meurtres à l'Abbaye de Rouen de Christian Bonnet : Ludovic
- 2014 : Origines (épisode A Double Tour) : Thierry Joubert adulte
- 2015 : Mon cher petit village de Gabriel Le Bomin : Gérard
- 2015 : Peplum (série) de Philippe Lefebvre : Matho
- 2015 : Candice Renoir (3 épisodes) : Brigadier Albert Maruvel
- 2015 : Le Mystère du lac de Jérôme Cornuau : Serge Joufroy
- 2015 : La Petite Histoire de France : Adelin, l'ami de François
- 2019 : Une mort sans importance de Christian Bonnet : Franck Largeon
- 2019 : Capitaine Marleau (épisode Pace e salute, Marleau !) de Josée Dayan : Major Fortin
- 2019 : Myster Mocky présente, épisode La Preuve par neuf de Jean-Pierre Mocky
- 2019 : Olivia de Thierry Binisti : Blanchot
- 2020 - 2022 : Parlement de Noé Debré : Michel Specklin, eurodéputé français centriste
- 2020 : Draculi & Gandolfi de Guillaume Sanjorge : Chevalier Ducoun[7]
- 2021 : La Fille dans les bois de Marie-Hélène Copti : Joseph
- 2021 : Le Bruit des trousseaux de Philippe Claudel : Velterer
- 2022 : Astrid et Raphaëlle, épisode 7, Les Fleurs du mal : Boris
- 2024 : Je ne me laisserai plus faire de Gustave Kervern : Cédric Fostinelli
- 2025 : Panda (saison 2) : Vivien Saddier

## Théâtre
- 1989 : Lapin chasseur de Jérôme Deschamps et Macha Makeïeff, mise en scène Jérôme Deschamps et Macha Makeïeff
- 1992 : Les Pieds dans l'eau de Jérôme Deschamps et Macha Makeïeff, mise en scène Jérôme Deschamps et Macha Makeïeff
- 1997 : Les Précieuses ridicules de Molière, mise en scène Jérôme Deschamps et Macha Makeïeff, Théâtre national de Bretagne, Odéon-Théâtre de l'Europe
- 2000 : Les Précieuses ridicules de Molière, mise en scène Jérôme Deschamps et Macha Makeïeff
- 2001 : Les Pensionnaires de Jérôme Deschamps, mise en scène Jérôme Deschamps et Macha Makeïeff
- 2002 : Retour définitif et durable de l'être aimé d'Olivier Cadiot, mise en scène Ludovic Lagarde, Théâtre de la Manufacture, Théâtre national de la Colline
- 2003 : À la recherche de Mister K. de Maryse Delente, Théâtre national de Chaillot
- 2004 : L'Amour d'un brave type d'Howard Barker, mise en scène Jean-Paul Wenzel, Comédie de Genève
- 2004-2005 : Fairy Queen d'Olivier Cadiot, mise en scène Ludovic Lagarde, Festival d'Avignon, Théâtre national de la Colline
- 2007 : Le Médecin malgré lui de Molière, mise en scène Jean Liermier, Théâtre Nanterre-Amandiers
- 2008 : L'Hôtel du libre échange de Georges Feydeau, mise en scène Alain Françon, Théâtre national de la Colline
- 2009 : La Cerisaie d'Anton Tchekhov, mise en scène Alain Françon, Théâtre national de la Colline
- 2009-2010 : Miam Miam d'Édouard Baer, Théâtre Marigny
- 2010-2011 : Du mariage au divorce de Georges Feydeau, mise en scène Alain Françon, Théâtre national de Strasbourg, Théâtre Marigny, Comédie de Reims, tournée
- 2012 : ... à la française ! d'Édouard Baer, Théâtre Marigny
- 2012-2014 : Par hasard et pas rasé de Philippe Duquesne & Camille Grandville, mise en scène Camille Grandville, Théâtre 71, Le Monfort, Théâtre de Sartrouville et des Yvelines, tournée
- 2015 : Frangins de Jean-Paul Wenzel, mise en scène Lou Wenzel, Théâtre du Lucernaire
- 2016 : Les Femmes savantes de Molière, mise en scène Catherine Hiegel, Théâtre de la Porte-Saint-Martin
- 2017 : Les Autres de Jean-Claude Grumberg, mise en scène Jean-Louis Benoît, Théâtre de l'Épée de Bois, tournée
- 2021 : Brèves de comptoir, tournée générale ! de Jean-Marie Gourio, mise en scène Jean-Michel Ribes, théâtre de l'Atelier
- 2022 : En attendant Godot de Samuel Beckett, mise en scène Alain Françon, Nuits de Fourvière puis tournée